# 우에노시

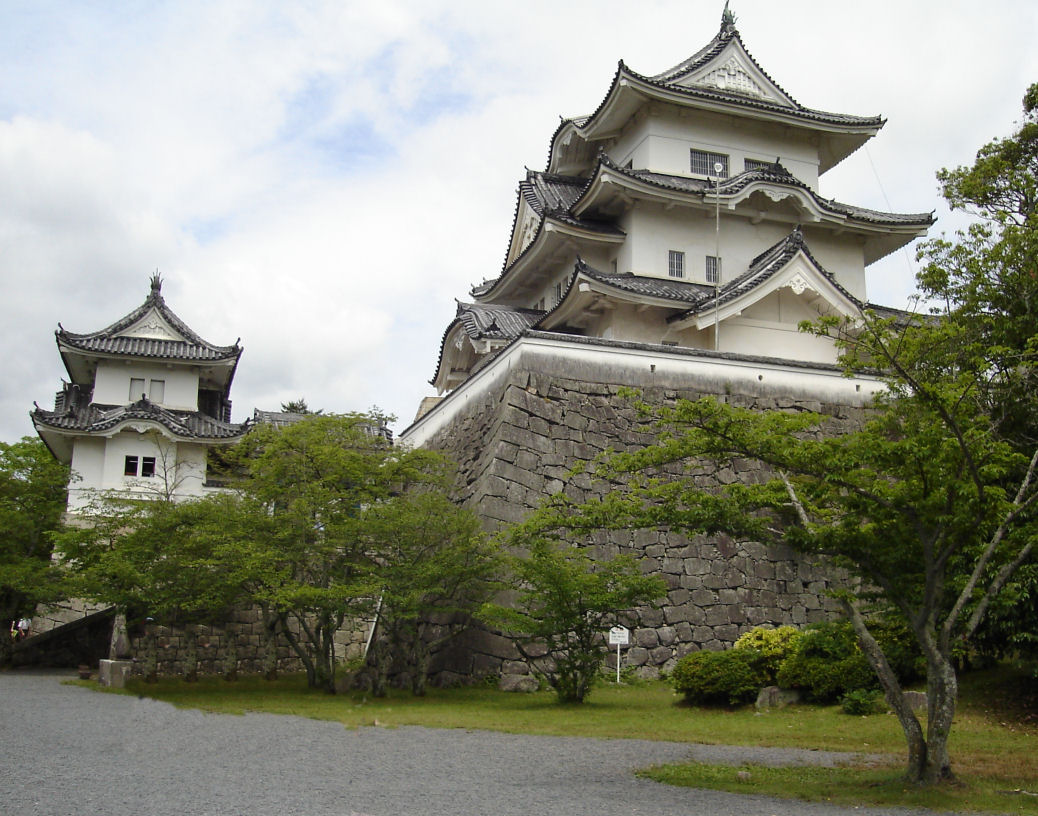
우에노성

우에노시(일본어: 上野市, うえのし)는 미에현에 있었던 시이다.
2004년, 우에노 시는 아야마 군 이가 정, 아야마 정, 오야마다 촌, 시마가하라 촌과 나가 군 아오야마 정을 합병하여 이가시가 되었다.
이가지역의 중심도시이며 우에노 시가지는 합병 후에는 이가시의 중심지구가 되었다.
닌자의 고장 마쓰오 바쇼가 태어난 고향으로 유명하다.또, 특산품에 이가구미 끈이 있다.
군마현의 구국명 우에노(고즈케)국이나 도쿄도 다이토구의 우에노와 구별하기 위해, 이가우에노라고도 불린다.

## 역사
율령제인 오기도에서는 동해도의 일각으로 동국·이세로 가는 교통의 요충지였다.
에도시대에는, 도라도 타카토라의 축성 이래, 이가 우에노번의 성시로서 번창했다. 성시로서 바둑판 모양으로 구획된 마을은 소교토로 꼽힌다.
태평양 전쟁에서는 우에노 공습을 받아 피해를 입었다. 
과거 재정재건단체로 지정된 시기가 있어 쇼와 최후의 재정재건단체로 지정된 시였다.(2006년 홋카이도 유바리시가 지정될 때까지 최후의 재정재건단체 시로 여겨졌다.)
- 1941년 9월 10일 - 아야마군 오다촌, 미타촌, 조난촌, 니이촌, 나가타촌, 하나노키촌이 합병해 우에노시가 성립하였다.
- 1947년 - 일본 사회당 추천 후보인 나카이 도쿠지로가 우에노 시장에 당선되어 일본 최초의 혁신 자치체가 되었다.
- 1950년 8월 1일 - 나가군 이다촌, 아야마군 후추촌을 편입하였다.
- 1950년 12월 16일 - 아야마군 도모노촌 및 나가세촌 일부를 편입하였다.
- 1955년 1월 1일 - 나가군 하나가키촌, 히지키촌, 이나고촌을 편입하였다.
- 1955년 2월 1일 - 마루바시라촌의 일부를 편입하였다.
- 1957년 7월 1일 - 후루야마촌 일부를 편입하였다.
- 1955년 3월 1일 - 간베촌을 편입하였다.
- 1957년 7월 1일 - 후루야마촌의 일부를 편입하였다.
- 1977년 - 1982년까지 재정재건단체로 지정되었다.
- 2004년 11월 1일 - 아야마군 이가정, 아야마정, 오야마다촌, 시마가하라촌, 나가군 아오야마 정과 합병해 이가시가 성립하였다. 동일 우에노시는 폐지되었다.

## 교통

### 철도
- 긴키 닛폰 철도
  - 오사카 선

- 서일본 여객철도
  - 간사이 본선

### 도로
- 국도 25호선
- 국도 제163호선 (일본)(일본어판)
- 국도 제165호선 (일본)(일본어판)
- 국도 제368호선 (일본)(일본어판)
- 국도 제422호선 (일본)(일본어판)